# Haus der Kunst

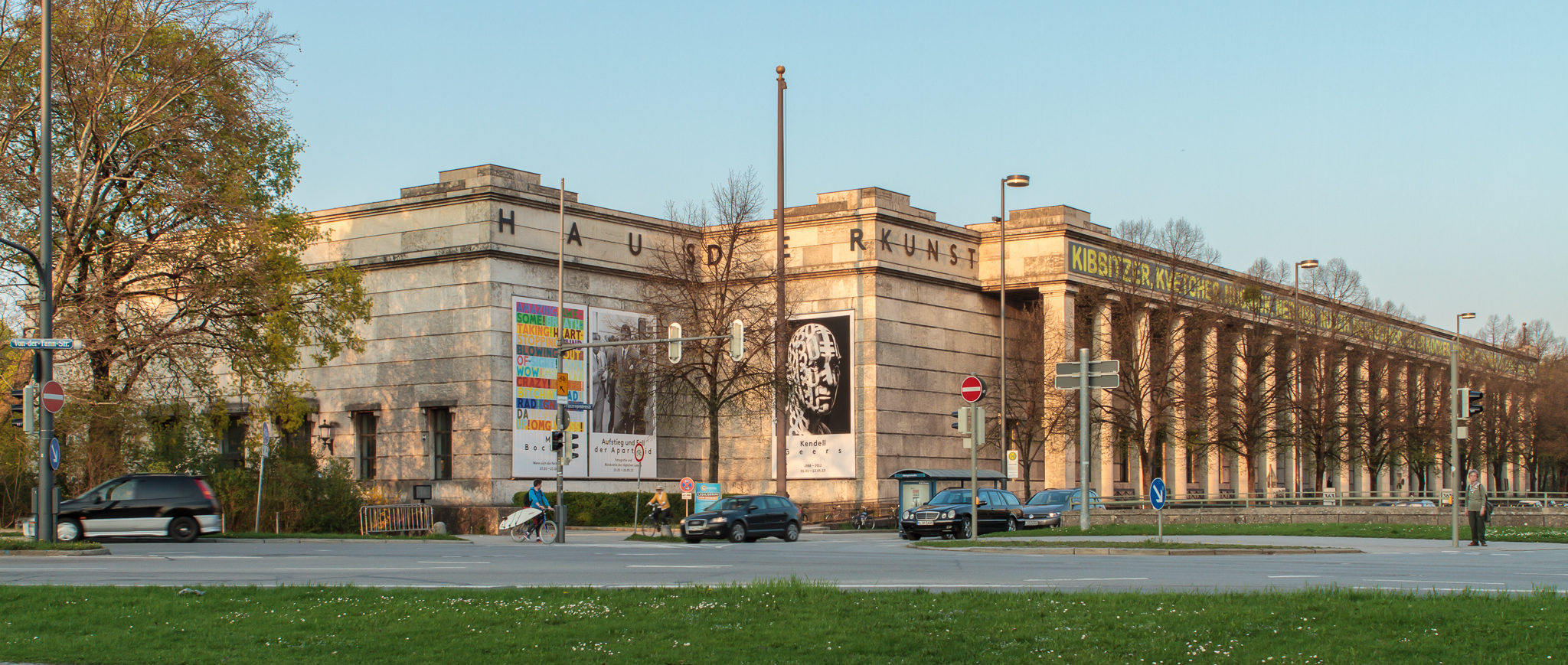
Haus der Kunst (2013)

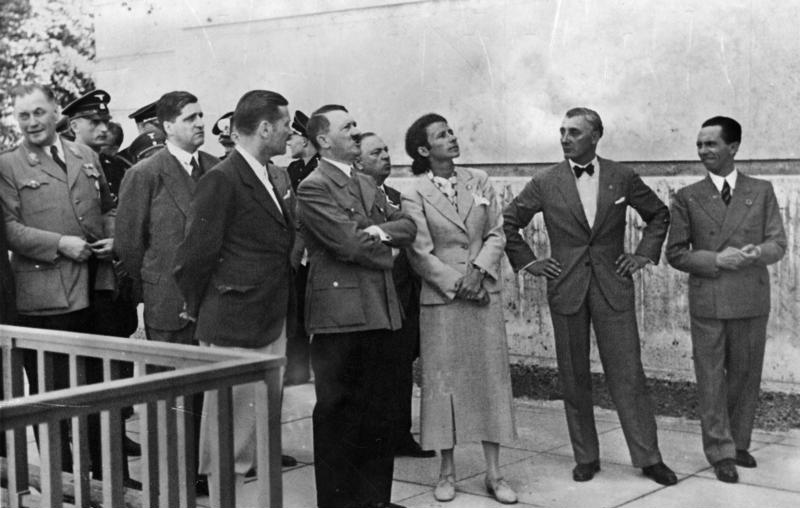
Adolf Hitler, Gerdy Troost, Adolf Ziegler och Joseph Goebbels. Inspektion av Haus der Deutschen Kunst 5 maj 1937, före öppnandet senare den sommaren.

Haus der Kunst är en konsthall i München.
Haus der Kunst öppnades 18 juli 1937 under namnet Haus der Deutschen Kunst. Byggnaden var det tredje rikets första neoklassisistiska monumentalbyggnad och ritades av Paul Ludwig Troost. Efter hans död 1934 färdigställdes den med hjälp av hans änka Gerdy Troost.
Konsthallens första utställning var Große Deutsche Kunstausstellung och avsåg att visa konst i nationalsocialistisk anda. Den öppnade dagen före utställningen Entartete Kunst i närbelägna Hofgarten i München, vilken visade konst som fördömdes av nazismen. 
Efter andra världskriget, fram till 1955, använde den amerikanska armén mitthallen, restaurangen och några angränsande lokaler som officersmäss. 
Okwui Enwezor var konstnärlig chef för Haus de Kunst mellan 2011 och juni 2018.
Från 2014 genomgick Haus der Kunst en omfattande renovering under arkitekten David Chipperfield.